# Едвард Стіл
Едвард Стіл — австралійський імунолог та еволюційний біолог. Найкраще знаний як прибічник концепції успадкування набутих ознак та автор книги «Підпис Ламарка. Як ретрогени змінюють парадигму дарвінівського природного добору».

## Біографія
Стіл народився 1948 року в місті Дарвін на півночі Австралії. Він здобув ступінь доктора філософії в Університеті Аделаїди, пізніше працював у Канберрі, Канаді та Англії.
На початку 1980-х років Стіл працював у Лондоні, але був вимушений залишити посаду через незгоду з колегами щодо еволюції. З 1985 року викладав у Вулонгонзькому університеті у місті Вуллонгонг неподалік Сіднею.
В університеті Стіл скоро зажив слави не тільки повстанця в науці, але й бунтівника загалом. 1991 року під час конфлікту з віце-канцлером університету щодо управління фінансами він був одним з найактивніших діячів. Також він зловживав місцевою електронною мережею університету, постійно розсилаючи свої повідомлення всім підписникам одразу, за що його неодноразово блокували.
У 2001 році на тлі звинувачень стосовно австралійських університетів щодо падіння рівня освіти, Стіл виступив з заявою, що два студенти, які отримали на його факультеті почесні дипломи 1997 року, насправді були посередніми, а їхні оцінки сфальшовані. Університет заперечив таку можливість, апелюючи також до того, що саме Стіл виконував обов'язки голови екзаменаційної комісії, але не заявив про це раніше. За місяць скандал стих, але Стіла раптово було звільнено, що надало йому образу жертви.

## Наукові ідеї
З 1979 року Стіл відстоює ідею прямого впливу навколишнього середовища на спадковість живих організмів. Він здійснив низку експериментів на мишах, у яких нібито відбувалося перенесення набутого впродовж життя тварини імунітету до її нащадків. Стіл запропонував гіпотетичний механізм, що постулює перенесення спадкової інформації з РНК соматичних клітин до ДНК зародкової лінії, подібно як розмножуються ретровіруси. Однак його експерименти не вдавалося відтворити.